# Бережковский сельский округ (Московская область)
Бережковский сельский округ — упразднённая административно-территориальная единица, существовавшая на территории Егорьевского района Московской области в 1994—2003 годах.
Бережковский сельсовет был образован в первые годы советской власти. По данным 1923 года он входил в состав Егорьевской волости Егорьевского уезда Московской губернии.
В 1925 году к Бережковскому с/с был присоединён Холмовский с/с, но уже в 1926 году они были выделены обратно.
В 1926 году Бережковский с/с включал село Крутино, деревни Бережки, Колычёво и Семёновка, хутор Демидово, сторожки Фокино и Митино.
В 1929 году Бережковский с/с был отнесён к Егорьевскому району Орехово-Зуевского округа Московской области. При этом к нему был вновь присоединён Холмовский с/с.
1 февраля 1963 года Егорьевский район был упразднён и Бережковский с/с вошёл в Егорьевский сельский район. 11 января 1965 года Бережковский с/с был передан в восстановленный Егорьевский район.
3 февраля 1994 года Бережковский с/с был преобразован в Бережковский сельский округ.
11 марта 2003 года Бережковский с/с был упразднён. При этом его территория была передана в Селиваниховский сельский округ.